# Kaindorf
Kaindorf är en ort och kommun i distriktet Hartberg-Fürstenfeld i förbundslandet Steiermark i Österrike.
Kommunen består av fyra orter (Ortschaften) (inom parentes invånarantal 1 januari 2024):
- Dienersdorf (738)
- Hofkirchen (694)
- Kaindorf (1 173)
- Kopfing (398)

Kommunen fick sin nuvarande form den 1 januari 2015 genom en sammanslagning av kommunerna Dienersdorf, Hofkirchen bei Hartberg och Kaindorf.